# Пигаццано
Пигаццано (итал. Pigazzano, эмил.-ром. Pigàsàn) — приход коммуны Траво, расположенной в провинции Пьяченца в итальянском регионе Эмилия-Романья. Пигаццано расположен примерно в 24 км от Пьяченцы.
Покровителем деревни является святой Антонин Пигаццанский, память которого празднуется 14 июля.
Деревня Пигаццано расположена на холмистой местности и окружена лесами. Рядом с деревней на границе с коммуной Боббио находится гора Пьетра-Парчеллара высотой 836 м, являющаяся скальным утёсом и высотной доминантой[что?] округи. Основным занятием населения деревни является сельское хозяйство.

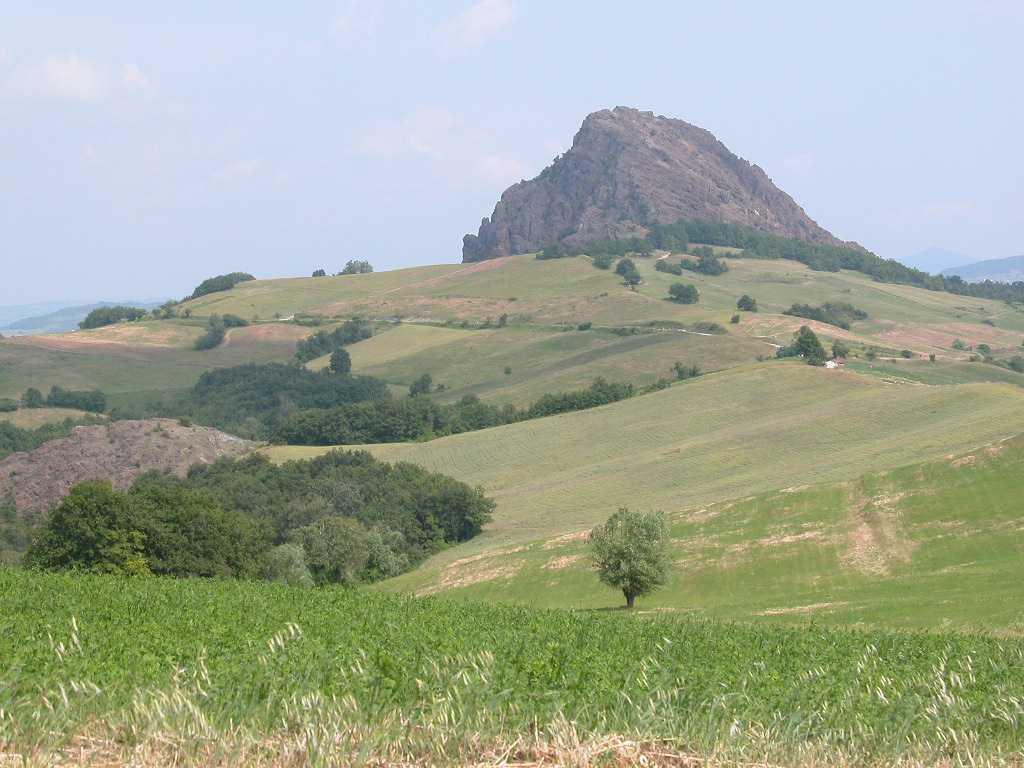
Утёс Пьетра-Парчеллара